# Argentine (Míchigan)
Argentine es un lugar designado por el censo ubicado en el condado de Genesee en el estado estadounidense de Míchigan. En el Censo de 2010 tenía una población de 2525 habitantes y una densidad poblacional de 297,59 personas por km².

## Geografía
Argentine se encuentra ubicado en las coordenadas 42°47′26″N 83°50′17″O / 42.79056, -83.83806. Según la Oficina del Censo de los Estados Unidos, Argentine tiene una superficie total de 8.48 km², de la cual 6.13 km² corresponden a tierra firme y (27.72%) 2.35 km² es agua.

## Demografía
Según el censo de 2010, había 2525 personas residiendo en Argentine. La densidad de población era de 297,59 hab./km². De los 2525 habitantes, Argentine estaba compuesto por el 97.11% blancos, el 0.4% eran afroamericanos, el 0.44% eran amerindios, el 0.12% eran asiáticos, el 0.08% eran isleños del Pacífico, el 0.4% eran de otras razas y el 1.47% pertenecían a dos o más razas. Del total de la población el 2.1% eran hispanos o latinos de cualquier raza.